# لیسا ری
لیسا ری (انگلیسی: Lisa Ray؛ زادهٔ ۴ آوریل ۱۹۷۲) یک هنرپیشه، و مانکن (فرد) اهل کانادا است.
او در فیلم‌های اشتباه، من نمی‌توانم درست فکر کنم، ۹۹ آهنگ، ۱ دقیقه، شاه دزد، مدافع، ویراپان، همه کلاه، اجازه دهید بازی شروع شود و جهان غیرقابل مشاهده بازی کرده‌است.